# Frente!
Frente! é uma banda de rock alternativo australiana, formada na cidade de Melbourne, em 1991. Sua vocalista era Angie Hart.

## Discografia

### Álbuns
- Marvin the Album (1992; lançamento internacional em 1994)
- Shape (1996)

### EP
- Whirled EP (1991) *
- Clunk EP (1992) *
- Labour of Love EP (1993)
- Lonely EP (1994) *
- Try To Think Less EP (2005) *

Obras marcadas com asterisco foram lançadas somente na Austrália.

### Compactos
- "Accidently Kelly Street" (1992) *
- "No Time" (1993) *
- "Accidently Kelly Street" (1994)
- "Ordinary Angels" (1994)
- "Ordinary Angles The Remix" (1994)
- "Bizarre Love Triangle" (1994)
- "Sit On My Hands" (1996) *
- "Horrible" (1996)
- "What's Come Over Me" (1996)
- "Goodbye Goodguy" (1997) *

Obras marcadas com asterisco foram lançadas somente na Austrália.